# 21684 Alinafiocca
21684 Alinafiocca este un asteroid din centura principală de asteroizi.

## Descriere
21684 Alinafiocca este un asteroid din centura principală de asteroizi. A fost descoperit pe 4 septembrie 1999 la Anza, California de White, M., Collins, M.. Asteroidul prezintă o orbită caracterizată de o semiaxă mare de 2,43 ua, o excentricitate de 0,13 și o înclinație de 5,6° în raport cu ecliptica.